# 샤피 골드와서
샤프리라 골드와서(히브리어: שפרירה גולדווסר, 영어: Shafrira Goldwasser, 1958년 ~ )는 이스라엘계 미국인 컴퓨터 과학자이며 2012년 튜링상을 수상했다. 그녀는 매사추세츠 공과대학교의 RSA 전기공학과 컴퓨터 과학 교수, 이스라엘의 바이츠만 과학 연구소의 수학 과학 교수, 캘리포니아 대학교 버클리 캠퍼스의 시몬스 컴퓨팅 이론 연구소장, 그리고 듀얼리티 테크놀로지의 공동 설립자이자 수석 과학자이다.

## 어린 시절 및 교육
뉴욕에서 태어난 골드와서는 1979년 카네기 멜런에서 수학과 과학 학사 학위를 취득했다. 그녀는 버클리에서 컴퓨터 과학 공부를 계속했고, 1981년에 이학 석사 학위를 받았고, 1984년에 박사 학위를 받았다. 버클리에 있는 동안, 그녀는 그녀의 박사과정 지도교수인 마누엘 블럼과 함께 블럼-골드와서 암호체계를 제안했다.